# Douzième circonscription de Paris
Pour les articles homonymes, voir Douzième circonscription de Paris de 1958 à 1986 et Douzième circonscription de Paris de 1988 à 2012.
La douzième circonscription de Paris est l'une des 18 circonscriptions électorales françaises que compte le département de Paris (75) situé en région Île-de-France depuis le redécoupage des circonscriptions électorales réalisé en 2010 et applicable à partir des élections législatives de juin 2012.

## Délimitation de la circonscription
La loi du 23 février 2010 ratifie l'ordonnance du 29 juillet 2009, laquelle détermine la répartition des sièges et la délimitation des circonscriptions pour l'élection des députés.
La circonscription est délimitée ainsi : une partie du 7e arrondissement, comprenant le quartier de l'École-Militaire, et une partie du 15e arrondissement, comprenant les quartiers Necker et de Grenelle et la portion du quartier Saint-Lambert située au nord des rues Léon-Lhermitte, Petel, Maublanc, de Vaugirard, Paul-Barruel, Saint-Amand et de Vouillé.
Cette délimitation s'applique donc à partir de la XIVe législature de la Cinquième République française.
Cette douzième circonscription de Paris correspond grossièrement à la précédente douzième circonscription avec une complète redéfinition de sa limite sud et le rattachement du quartier de l'École-Militaire.

## Députés
| Législature | Début de mandat | Fin de mandat | Député          | Parti politique        | Observations |
| ----------- | --------------- | ------------- | --------------- | ---------------------- | --- |
| XIVe        | 20 juin 2012    | 20 juin 2017  | Philippe Goujon | UMP/LR                 | |
| XVe         | 21 juin 2017    | 21 juin 2022  | Olivia Grégoire | LREM                   | Secrétaire d'État dans le gouvernement Castex, remplacée par Marie Silin du 27 août 2020 au 21 juin 2022.                                                     |
| XVIe        | 22 juin 2022    | 9 juin 2024   | Olivia Grégoire | Renaissance (Ensemble) | Ministre, remplacée par Fanta Berete du 23 juillet 2022 au 9 juin 2024 Mandat écourté à la suite d'une dissolution parlementaire décidée par Emmanuel Macron. |
| XVIIe       | 18 juillet 2024 | En cours      | Olivia Grégoire | RE                     | |

## Résultats électoraux

### Élections législatives de 2012
Les élections législatives se sont déroulées les dimanches 10 et 17 juin 2012.
|                                   | Philippe Goujon sortant réélu | UMP            | 22 370 | 49,87  | 25 420 | 60,36  |  |  |  |  |  |
|                                   | Capucine Édou                 | PS             | 14 391 | 32,08  | 16 697 | 39,64  |  |  |  |  |  |
|                                   | Catherine Salvisberg          | RBM (FN)       | 2 302  | 5,13   |        |        |  |  |  |  |  |
|                                   | Stéphane Cossé                | CpF (MoDem)    | 1 985  | 4,43   |        |        |  |  |  |  |  |
|                                   | Marianne Journiac             | FG (R&S) (PCF) | 1 174  | 2,62   |        |        |  |  |  |  |  |
|                                   | Christiane Coudray            | MÉI (EÉLV)     | 840    | 1,87   |        |        |  |  |  |  |  |
|                                   | François Potié-Lussigny       | PCD            | 568    | 1,27   |        |        |  |  |  |  |  |
|                                   | Maëlle Croissant              | Pirate         | 377    | 0,84   |        |        |  |  |  |  |  |
|                                   | Guillaume Fleury              | AÉI            | 278    | 0,62   |        |        |  |  |  |  |  |
|                                   | Claudine El Khoury            | DLR            | 220    | 0,49   |        |        |  |  |  |  |  |
|                                   | Armand Abadie                 | PLD            | 131    | 0,29   |        |        |  |  |  |  |  |
|                                   | Sylvie Tridon                 | NPA            | 111    | 0,25   |        |        |  |  |  |  |  |
|                                   | Sylvie Million                | LO             | 60     | 0,13   |        |        |  |  |  |  |  |
|                                   | Dominique Pavy                | S&P            | 49     | 0,11   |        |        |  |  |  |  |  |
|                                   |                               |                |        |        |        |        |  |  |  |  |  |
| Inscrits                          | Inscrits                      | Inscrits       | 71 312 | 100,00 | 71 293 | 100,00 |  |  |  |  |  |
| Abstentions                       | Abstentions                   | Abstentions    | 26 187 | 36,72  | 28 502 | 39,98  |  |  |  |  |  |
| Votants                           | Votants                       | Votants        | 45 125 | 63,28  | 42 791 | 60,02  |  |  |  |  |  |
| Blancs et nuls                    | Blancs et nuls                | Blancs et nuls | 269    | 0,6    | 674    | 1,58   |  |  |  |  |  |
| Exprimés                          | Exprimés                      | Exprimés       | 44 856 | 99,4   | 42 117 | 98,42  |  |  |  |  |  |
| Source : Ministère de l'Intérieur |                               |                |        |        |        |        |  |  |  |  |  |

### Élections législatives de 2017
Les élections législatives se sont déroulées les dimanches 11 et 18 juin 2017.
|                                                                       | |                           |                           |                          |                          |
|                                                                       | | Premier tour 11 juin 2017 | Premier tour 11 juin 2017 | Second tour 18 juin 2017 | Second tour 18 juin 2017 |
|                                                                       | |                           |                           |                          |                          |
|                                                                       | | Nombre                    | % des inscrits            | Nombre                   | % des inscrits           |
| Inscrits                                                              | Inscrits | 73 934                    | 100,00                    | 73 915                   | 100,00                   |
| Abstentions                                                           | Abstentions | 28 319                    | 38,30                     | 34 263                   | 46,35                    |
| Votants                                                               | Votants | 45 615                    | 61,70                     | 39 652                   | 53,65                    |
|                                                                       | |                           | % des votants             |                          | % des votants            |
| Bulletins blancs                                                      | Bulletins blancs | 229                       | 0,50                      | 1 710                    | 4,31                     |
| Bulletins nuls                                                        | Bulletins nuls | 101                       | 0,22                      | 533                      | 1,34                     |
| Suffrages exprimés                                                    | Suffrages exprimés | 45 285                    | 99,28                     | 37 409                   | 94,34                    |
|                                                                       | |                           |                           |                          |                          |
| Candidat Étiquette politique (partis et alliances)                    | Candidat Étiquette politique (partis et alliances)                                                                        | Voix                      | % des exprimés            | Voix                     | % des exprimés           |
|                                                                       | |                           |                           |                          |                          |
|                                                                       | Olivia Grégoire La République en marche                                                                                   | 21 275                    | 46,98                     | 21 082                   | 56,36                    |
|                                                                       | Philippe Goujon (député sortant) Les Républicains (Union des démocrates et indépendants - Parti chrétien-démocrate)       | 13 489                    | 29,79                     | 16 327                   | 43,64                    |
|                                                                       | Florian Sitbon Parti socialiste (Parti radical de gauche - Union des démocrates et des écologistes - Génération écologie) | 2 606                     | 5,75                      |                          |                          |
|                                                                       | Patrick Lefrançois La France insoumise                                                                                    | 2 538                     | 5,60                      |                          |                          |
|                                                                       | Agnès Pageard Front national                                                                                              | 1 351                     | 2,98                      |                          |                          |
|                                                                       | France Talandier Europe Écologie Les Verts                                                                                | 1 076                     | 2,38                      |                          |                          |
|                                                                       | Dominique Mahé Debout la France                                                                                           | 512                       | 1,13                      |                          |                          |
|                                                                       | Grégory Moreau Divers (Parti animaliste)                                                                                  | 488                       | 1,08                      |                          |                          |
|                                                                       | Isabelle Le Gal Écologiste (Demain en commun)                                                                             | 416                       | 0,92                      |                          |                          |
|                                                                       | Élisabeth Douville Divers droite (Parti libéral démocrate - Nous Citoyens)                                                | 410                       | 0,91                      |                          |                          |
|                                                                       | Isabelle Mathurin Parti communiste français (République et socialisme)                                                    | 386                       | 0,85                      |                          |                          |
|                                                                       | Béatrice Hénoux Divers (Union populaire républicaine)                                                                     | 240                       | 0,53                      |                          |                          |
|                                                                       | Jeanne Diaz Divers (Allons enfants)                                                                                       | 194                       | 0,43                      |                          |                          |
|                                                                       | Gersende André Divers (Mouvement 100 %)                                                                                   | 115                       | 0,25                      |                          |                          |
|                                                                       | Sylvie Million Lutte ouvrière                                                                                             | 110                       | 0,24                      |                          |                          |
|                                                                       | Morgan Ruaud Régionaliste (Union démocratique bretonne)                                                                   | 79                        | 0,17                      |                          |                          |
| Source : Ministère de l'Intérieur - Douzième circonscription de Paris | |                           |                           |                          |                          |

### Élections législatives de 2022
Les élections législatives françaises de 2022 se sont déroulées les dimanches 12 et 19 juin 2022.
|                                                    |                                                                                           |                           |                           |                          |                          |
|                                                    |                                                                                           | Premier tour 12 juin 2022 | Premier tour 12 juin 2022 | Second tour 19 juin 2022 | Second tour 19 juin 2022 |
|                                                    |                                                                                           |                           |                           |                          |                          |
|                                                    |                                                                                           | Nombre                    | % des inscrits            | Nombre                   | % des inscrits           |
| Inscrits                                           | Inscrits                                                                                  | 75 821                    | 100                       | 75 816                   | 100                      |
| Abstentions                                        | Abstentions                                                                               | 31 301                    | 41,28                     | 33 804                   | 44,59                    |
| Votants                                            | Votants                                                                                   | 44 520                    | 58,72                     | 42 012                   | 55,41                    |
|                                                    |                                                                                           |                           | % des votants             |                          | % des votants            |
| Bulletins blancs                                   | Bulletins blancs                                                                          | 396                       | 0,89                      | 2 079                    | 4,95                     |
| Bulletins nuls                                     | Bulletins nuls                                                                            | 135                       | 0,30                      | 657                      | 1,56                     |
| Suffrages exprimés                                 | Suffrages exprimés                                                                        | 43 989                    | 98,81                     | 39 276                   | 93,49                    |
|                                                    |                                                                                           |                           |                           |                          |                          |
| Candidat Étiquette politique (partis et alliances) | Candidat Étiquette politique (partis et alliances)                                        | Voix                      | % des exprimés            | Voix                     | % des exprimés           |
|                                                    |                                                                                           |                           |                           |                          |                          |
|                                                    | Olivia Grégoire* Ensemble                                                                 | 17 380                    | 39,51                     | 26 908                   | 68,51                    |
|                                                    | Céline Malaisé Nouvelle Union populaire écologique et sociale (Parti communiste français) | 9 829                     | 22,34                     | 12 368                   | 31,49                    |
|                                                    | Jérôme Loriau Les Républicains                                                            | 7 724                     | 17,56                     |                          |                          |
|                                                    | Benoît de Clinchamp-Bellegarde Reconquête                                                 | 3 441                     | 7,82                      |                          |                          |
|                                                    | Chloé Bouley Union des démocrates et indépendants                                         | 2 370                     | 5,39                      |                          |                          |
|                                                    | Agnès Pageard Rassemblement national                                                      | 1 804                     | 4,10                      |                          |                          |
|                                                    | Jean-Luc Battini Parti animaliste                                                         | 635                       | 1,44                      |                          |                          |
|                                                    | Sidonie Vierne Les Patriotes                                                              | 464                       | 1,05                      |                          |                          |
|                                                    | Muriel Monchal Lutte ouvrière                                                             | 203                       | 0,46                      |                          |                          |
|                                                    | Annel Delinot Sans étiquette                                                              | 109                       | 0,25                      |                          |                          |
|                                                    | Michael Minev Sans étiquette                                                              | 30                        | 0,07                      |                          |                          |
| * Députée sortante                                 |                                                                                           |                           |                           |                          |                          |

### Élections législatives de 2024
| Candidat                 | Candidat                     | Parti et coalition       | Nuance                   | Premier tour | Premier tour | Second tour | Second tour |
| Candidat                 | Candidat                     | Parti et coalition       | Nuance                   | Voix         | %            | Voix        | %           |
| ------------------------ | ---------------------------- | ------------------------ | ------------------------ | ------------ | ------------ | ----------- | ----------- |
|                          | Olivia Grégoire              | RE (ENS)                 | ENS                      | 22 145       | 39,36        | 31 676      | 65,20       |
|                          | Céline Malaisé               | PCF (NFP)                | UG                       | 16 294       | 28,96        | 16 904      | 34,80       |
|                          | David Attia                  | RAD (RN)                 | UXD                      | 8 111        | 14,41        |             |             |
|                          | Jérôme Loriau                | LR                       | LR                       | 7 297        | 12,97        |             |             |
|                          | Philippe Cuignache-d'Apreval | REC                      | REC                      | 947          | 1,68         |             |             |
|                          | Aliénor Billault-Harle       | Équinoxe                 | ECO                      | 850          | 1,51         |             |             |
|                          | Arnaud de Gontaut-Biron      | AC (LC)                  | DVC                      | 449          | 0,80         |             |             |
|                          | Muriel Monchal               | LO                       | EXG                      | 156          | 0,28         |             |             |
|                          | Laszlo Ferréol               | SE                       | DVG                      | 19           | 0,03         |             |             |
|                          | Joachim Mileschi             | NPA-R                    | EXG                      | 0            | 0,00         |             |             |
|                          |                              |                          |                          |              |              |             |             |
| Suffrages exprimés       | Suffrages exprimés           | Suffrages exprimés       | Suffrages exprimés       | 56 268       | 98,96        | 48 580      | 93,76       |
| Votes blancs             | Votes blancs                 | Votes blancs             | Votes blancs             | 406          | 0,71         | 2 500       | 4,82        |
| Votes nuls               | Votes nuls                   | Votes nuls               | Votes nuls               | 186          | 0,33         | 735         | 1,42        |
| Total                    | Total                        | Total                    | Total                    | 56 860       | 100          | 51 815      | 100         |
| Abstention               | Abstention                   | Abstention               | Abstention               | 18 655       | 24,70        | 23 700      | 31,38       |
| Inscrits / participation | Inscrits / participation     | Inscrits / participation | Inscrits / participation | 75 515       | 75,30        | 75 515      | 68,62       |